# إدوارد بي. أوسبورن
إدوارد بي. أوسبورن (بالإنجليزية: Edward B. Osborne)‏ هو صحفي ومُحرِّر وسياسي أمريكي، ولد في 3 أغسطس 1814، وتوفي في 20 يوليو 1893. حزبياً، نشط في الحزب الديمقراطي. وقد انتخب عضو جمعية ولاية نيويورك وانتخب عضو مجلس ولاية نيويورك.